# Membres du 26e Seanad
 (février 2020).
Si vous disposez d'ouvrages ou d'articles de référence ou si vous connaissez des sites web de qualité traitant du thème abordé ici, merci de compléter l'article en donnant les références utiles à sa vérifiabilité et en les liant à la section « Notes et références ».

Cette liste présente les membres du 26e Seanad Éireann, la chambre haute de l'Oireachtas (le parlement irlandais). 49 sénateurs seront élus en avril 2020 à la clôture du vote par correspondance. Le Taoiseach nommera 11 membres supplémentaires en mai 2020. Cette élection se déroule après les élections générales de 2020 pour le Dáil Éireann. Le 32e Dáil a été dissous le 14 janvier 2020 par décision du Président. L'élection du Seanad doit donc avoir lieu au plus tard le 13 avril 2020.